# 1ste Japan Academy Prize
De eerste Japan Academy Prize-uitreiking werd gehouden op 6 april 1978 in het Imperial Hotel, Tokio en het Keizerlijke Tuin Theater in Chiyoda, Tokio, Japan. De Master of Ceremony was hierbij Masaru Doi en werd bijgestaan door Masumi Okada als gastheer. De Nippon Television Network Corporation (NTV) zond deze uitreiking live uit en bracht deze later onder eigen beheer uit op video.
| Beste film                   | Beste film                   | Beste film                                       | Beste film                                                                                       | Beste film |                               | Regisseur van het jaar               | Regisseur van het jaar           | Regisseur van het jaar                                                               | Regisseur van het jaar | Regisseur van het jaar |
|                              | Film (Nederlands)            | Film (Japans)                                    | Regisseur (Nederlands)                                                                           | Regisseur (Japans) |                               | Regisseur (Nederlands)               | Regisseur (Japans)               | Film (Nederlands)                                                                    | Film (Japans) |                        |
| Winnaar                      | The Yellow Handkerchief      | 幸福の黄色いハンカチ shiawase no kiiroi hankachi | Yōji Yamada                                                                                      | 山田洋次 | Winnaar                       | Yōji Yamada                          | 山田洋次                         | The Yellow Handkerchief Otoko wa Tsurai yo Shirīzu                                   | 幸福の黄色いハンカチ shiawase no kiiroi hankachi 男はつらいよシリーズ otoko wa tsurai yo shirīzu                                                         |                        |
| Nominatie                    | Seishun no mon: Jiritsu hen  | 青春の門・自立篇 seishun no mon: Jiritsu hen     | Kiriro Urayama                                                                                   | 浦山桐郎 | Nominatie                     | Kon Ichikawa                         | 市川崑                           | Rhyme of Vengeance The Devil's Island                                                | 悪魔の手毬唄 akuma no temari-uta 獄門島 gokumonjima |                        |
| Nominatie                    | The Life of Chikuzan         | 竹山ひとり旅 takeyama hitori tabi                | Kaneto Shindō                                                                                    | 新藤兼人 | Nominatie                     | Masahiro Shinoda                     | 篠田正浩                         | Ballad of Orin                                                                       | はなれ瞽女おりん hanare goze orin |                        |
| Nominatie                    | Hakkōdasan                   | 八甲田山 hakkōdasan                              | Shirō Moritani                                                                                   | 森谷司郎 | Nominatie                     | Kaneto Shindō                        | 新藤兼人                         | The Life of Chikuzan                                                                 | 竹山ひとり旅 takeyama hitori tabi |                        |
| Nominatie                    | Ballad of Orin               | はなれ瞽女おりん hanare goze orin                | Masahiro Shinoda                                                                                 | 篠田正浩 | Nominatie                     | Shirō Moritani                       | 森谷司郎                         | Hakkōdasan                                                                           | 八甲田山 hakkōdasan |                        |
| Beste niet-Japanse film      | Beste niet-Japanse film      | Beste niet-Japanse film                          | Beste niet-Japanse film                                                                          | Beste niet-Japanse film | Scenario van het jaar         | Scenario van het jaar                | Scenario van het jaar            | Scenario van het jaar                                                                | Scenario van het jaar |                        |
|                              | Film (Nederlands)            | Film (Japans)                                    | Regisseur (Nederlands)                                                                           | Regisseur (Nederlands) |                               | Scenarioschrijver (Nederlands)       | Scenarioschrijver (Japans)       | Film (Nederlands)                                                                    | Film (Japans) |                        |
| Winnaar                      | Rocky                        | ロッキー rokkī                                   | John G. Avildsen                                                                                 | John G. Avildsen | Winnaar                       | Yōji Yamada Yoshitaka Asama          | 山田洋次 朝間義隆                | The Yellow Handkerchief Otoko wa Tsurai yo Shirīzu                                   | 幸福の黄色いハンカチ shiawase no kiiroi hankachi 男はつらいよシリーズ otoko wa tsurai yo shirīzu                                                         |                        |
| Nominatie                    | The Fire Within              | 鬼火 onibi                                       | Louis Malle                                                                                      | Louis Malle | Nominatie                     | Kaneto Shindō                        | 新藤兼人                         | The Life of Chikuzan                                                                 | 竹山ひとり旅 takeyama hitori tabi |                        |
| Nominatie                    | Voyage of the Damned         | さすらいの航海 sasurai no kōkai                  | Stuart Rosenberg                                                                                 | Stuart Rosenberg | Nominatie                     | Kôji Takada                          | 高田宏治                         | Nishijin Shinju Nippon no don: Yabohen Yakuza senso: Nihon no Don Hokuriku Proxy War | 西陣心中 nishijin shinjū 日本の首領 野望篇 nihon no shuryō yabō-hen やくざ戦争 日本の首領 yakuza sensō nihon no shuryō 北陸代理戦争 hokuriku dairi sensō |                        |
| Nominatie                    | Slap Shot                    | スラップ･ショット surappu shotto                 | George Roy Hill                                                                                  | George Roy Hill | Nominatie                     | Shinobu Hashimoto                    | 橋本忍                           | Hakkōdasan Village of the Eight Tombs                                                | 八甲田山 hakkōdasan 八つ墓村 yattsu haka-mura |                        |
| Nominatie                    | Network                      | ネットワーク nettowāku                           | Sidney Lumet                                                                                     | Sidney Lumet | Nominatie                     | Keiji Hasebe Masahiro Shinoda        | 長谷部慶次 篠田正浩              | Ballad of Orin                                                                       | はなれ瞽女おりん hanare goze orin |                        |
| Beste acteur in een hoofdrol | Beste acteur in een hoofdrol | Beste acteur in een hoofdrol                     | Beste acteur in een hoofdrol                                                                     | Beste acteur in een hoofdrol | Beste actrice in een hoofdrol | Beste actrice in een hoofdrol        | Beste actrice in een hoofdrol    | Beste actrice in een hoofdrol                                                        | Beste actrice in een hoofdrol |                        |
|                              | Acteur (Nederlands)          | Acteur (Japans)                                  | Film (Nederlands)                                                                                | Film (Japans) |                               | Actrice (Nederlands)                 | Actrice (Japans)                 | Film (Nederlands)                                                                    | Film (Japans) |                        |
| Winnaar                      | Ken Takakura                 | 高倉健                                           | The Yellow Handkerchief Hakkōdasan                                                               | 八甲田山 hakkōdasan | Winnaar                       | Shima Iwashita                       | 岩下志麻                         | Ballad of Orin                                                                       | はなれ瞽女おりん hanare goze orin |                        |
| Nominatie                    | Kiyoshi Atsumi               | 渥美清                                           | Tora-san Plays Cupid Tora-san Meets His Lordship Village of the Eight Tombs                      | 男はつらいよ 寅次郎頑張れ otokohatsuraiyo torajirō gambare 男はつらいよ 寅次郎と殿様 otokohatsuraiyo torajirō to tonosama 八つ墓村 yattsu haka-mura                                 | Nominatie                     | Kumiko Akiyoshi                      | 秋吉久美子                       | Sugata Sanshiro Hakkōdasan Totsuzen arashi no youni                                  | 八甲田山 hakkōdasan 突然 嵐のように totsuzen arashi no yō ni                                                                                             |                        |
| Nominatie                    | Kin'ya Kitaōji               | 北大路欣也                                       | The Alaska Story Hakkōdasan                                                                      | 八甲田山 hakkōdasan | Nominatie                     | Keiko Kishi                          | 岸惠子                           | Rhyme of Vengeance                                                                   | 悪魔の手毬唄 akuma no temari-uta |                        |
| Nominatie                    | Hiromi Go                    | 郷ひろみ                                         | Otouto Totsuzen arashi no youni                                                                  | おとうと o tōto 突然 嵐のように totsuzen arashi no yō ni | Nominatie                     | Chieko Baisho                        | 倍賞千恵子                       | Otoko wa Tsurai yo Shirīzu The Yellow Handkerchief                                   | 男はつらいよシリーズ otoko wa tsurai yo shirīzu 幸福の黄色いハンカチ shiawase no kiiroi hankachi                                                         |                        |
| Nominatie                    | Ryuzo Hayashi                | 林隆三                                           | The Life of Chikuzan                                                                             | 竹山ひとり旅 takeyama hitori tabi | Nominatie                     | Momoe Yamaguchi                      | 山口百恵                         | Sweet Revenge Shunkinshō Doro darake no Junjō                                        | 霧の旗 kiri no hata 春琴抄 shunkinshō 泥だらけの純情 doro darake no junjō                                                                                |                        |
| Beste acteur in een bijrol   | Beste acteur in een bijrol   | Beste acteur in een bijrol                       | Beste acteur in een bijrol                                                                       | Beste acteur in een bijrol | Beste actrice in een bijrol   | Beste actrice in een bijrol          | Beste actrice in een bijrol      | Beste actrice in een bijrol                                                          | Beste actrice in een bijrol |                        |
|                              | Acteur (Nederlands)          | Acteur (Japans)                                  | Film (Nederlands)                                                                                | Film (Japans) |                               | Actrice (Nederlands)                 | Actrice (Japans)                 | Film (Nederlands)                                                                    | Film (Japans) |                        |
| Winnaar                      | Tetsuya Takeda               | 武田鉄矢                                         | The Yellow Handkerchief                                                                          | 幸福の黄色いハンカチ shiawase no kiiroi hankachi | Winnaar                       | Kaori Momoi                          | 桃井かおり                       | The Yellow Handkerchief                                                              | 幸福の黄色いハンカチ shiawase no kiiroi hankachi |                        |
| Nominatie                    | Takeshi Kato                 | 加藤武                                           | Rhyme of Vengeance The Devil's Island                                                            | 悪魔の手毬唄 akuma no temari-uta 獄門島 gokumonjima | Nominatie                     | Ayumi Ishida                         | いしだあゆみ                     | Seishun no mon: Jiritsu hen                                                          | 青春の門 自立篇 seishun no mon jiritsu-hen |                        |
| Nominatie                    | Takuzō Kawatani              | 川谷拓三                                         | Kawachi no ossan no uta: yôkita no ware Dokaben Nihon no jingi Piranha-gundan: Daboshatsu no ten | 河内のオッサンの唄 よう来たのワレ kawauchi no ossan no uta you kita no ware ドカベン dokaben 日本の仁義 nihon no jingi ピラニア軍団 ダボシャツの天 pirania gundan daboshatsu no ten | Nominatie                     | Shinobu Ōtake                        | 大竹しのぶ                       | Tora-san Plays Cupid Kisetsufu Seishun no mon: Jiritsu hen                           | 男はつらいよ 寅次郎頑張れ otokohatsuraiyo torajirō gambare 季節風 kisetsufū 青春の門 自立篇 seishun no mon jiritsu-hen                                   |                        |
| Nominatie                    | Rentaro Mikuni               | 三國連太郎                                       | Sweet Revenge Hakkōdasan                                                                         | 八甲田山 hakkōdasan | Nominatie                     | Nobuko Otowa                         | 乙羽信子                         | The Life of Chikuzan                                                                 | 竹山ひとり旅 takeyama hitori tabi |                        |
| Nominatie                    |                              | 若山富三郎                                       | Rhyme of Vengeance In-jū Sugata Sanshiro                                                         | 悪魔の手毬唄 akuma no temari-uta 陰獣 in-jū 姿三四郎 | Nominatie                     | Tomoko Naraoka                       | 奈良岡朋子                       | Ballad of Orin                                                                       | はなれ瞽女おりん hanare goze orin |                        |
| Beste muziek                 | Beste muziek                 | Beste muziek                                     | Beste muziek                                                                                     | Beste muziek | Beste cinematografie          | Beste cinematografie                 | Beste cinematografie             | Beste cinematografie                                                                 | Beste cinematografie |                        |
|                              | Musicus (Nederlands)         | Musicus (Japans)                                 | Film (Nederlands)                                                                                | Film (Japans) |                               | Director of photography (Nederlands) | Director of photography (Japans) | Film (Nederlands)                                                                    | Film (Japans) |                        |
| Winnaar                      | Yasushi Akutagawa            | 芥川也寸志                                       | Hakkōdasan Village of the Eight Tombs                                                            | 八甲田山 hakkōdasan 八つ墓村 yattsu haka-mura | Winnaar                       | Kazuo Miyagawa                       | 宮川一夫                         | Ballad of Orin                                                                       | はなれ瞽女おりん hanare goze orin |                        |
| Nominatie                    | Yuji Ohno                    | 大野雄二                                         | Ningen no shômei                                                                                 | 人間の証明 ningen no shōmei | Nominatie                     | Hiroshi Okazaki                      | 岡崎宏三                         | The Alaska Story Nemunoki no uta ga kikoeru                                          | アラスカ物語 arasuka monogatari ねむの木の詩がきこえる nemunoki no uta ga kikoeru                                                                        |                        |
| Nominatie                    | Masaru Satō                  | 佐藤勝                                           | The Alaska Story The Yellow Handkerchief                                                         | アラスカ物語 arasuka monogatari 幸福の黄色いハンカチ shiawase no kiiroi hankachi | Nominatie                     | Daisaku Kimura                       | 木村大作                         | Hakkōdasan                                                                           | 八甲田山 hakkōdasan |                        |
| Nominatie                    | Toru Takemitsu               | 武満徹                                           | Ballad of Orin                                                                                   | はなれ瞽女おりん hanare goze orin | Nominatie                     | Kiyomi Kuroda                        | 黒田清己                         | The Life of Chikuzan                                                                 | 竹山ひとり旅 takeyama hitori tabi |                        |
| Nominatie                    | Hikaru Hayashi               | 林光                                             | The Life of Chikuzan                                                                             | 竹山ひとり旅 takeyama hitori tabi | Nominatie                     | Shinobu Muraki                       | 村木忍                           | Rhyme of Vengeance The Devil's Island                                                | 悪魔の手毬唄 akuma no temari-uta 獄門島 gokumonjima |                        |